# Pentathlon moderno ai Giochi della XVI Olimpiade - Gara a squadre
La competizione a squadre del pentathlon moderno ai giochi della XVI Olimpiade si è svolta dal 23 al 28 novembre 1956 in varie sedi.

## Programma
| Data             | Prova       | Note                            | Sede                                 |
| ---------------- | ----------- | ------------------------------- | ------------------------------------ |
| 23 novembre 1956 | Equitazione | 5000 metri cross-country        | Oaklands Hunt Club, Greenvale        |
| 24 novembre 1956 | Scherma     | Torneo di spada a girone unico. | Royal Exhibition Building, Melbourne |
| 26 novembre 1956 | Tiro        | 20 Colpi a sagome mobili.       | Merrett Rifle Range, Williamstown    |
| 27 novembre 1956 | Nuoto       | 300 metri stile libero          | Stadio del nuoto, Melbourne          |
| 28 novembre 1956 | Corsa       | 4000 metri cross country        | Oaklands Hunt Club, Greenvale        |

## Risultati
La classifica finale era determinata dalla somma dei punti dei tre atleti ottenuti nella gara individuale, il punteggio della prova di scherma è stato modificato tenendo conto solo degli assalti dei partecipanti della prova a squadre.   
| Pos.             | Nazione          | Atleta               |        |        |        |        |        | Totale Individuale | Totale Squadra |
| ---------------- | ---------------- | -------------------- | ------ | ------ | ------ | ------ | ------ | ------------------ | -------------- |
| Oro              | Unione Sovietica | Igor' Novikov        | 802,5  | 876,0  | 920,0  | 985,0  | 1192,0 | 4775,5             | 13690,5        |
| Oro              | Unione Sovietica | Aleksandr Tarasov    | 810,0  | 752,0  | 880,0  | 825,0  | 1186,0 | 4453,0             | 13690,5        |
| Oro              | Unione Sovietica | Ivan Derjugin        | 845,0  | 566,0  | 780,0  | 1070,0 | 1201,0 | 4462,0             | 13690,5        |
| Oro              | Unione Sovietica | Totale               | 2457,5 | 2194,0 | 2580,0 | 2880,0 | 3579,0 |                    | 13690,5        |
| Argento          | Stati Uniti      | George Lambert       | 1070,0 | 752,0  | 900,0  | 975,0  | 1081,0 | 4778,0             | 13482,0        |
| Argento          | Stati Uniti      | William Andre        | 887,5  | 814,0  | 860,0  | 870,0  | 1123,0 | 4554,5             | 13482,0        |
| Argento          | Stati Uniti      | Jack Daniels         | 1062,5 | 442,0  | 800,0  | 935,0  | 910,0  | 4149,5             | 13482,0        |
| Argento          | Stati Uniti      | Totale               | 3020,0 | 2008,0 | 2560,0 | 2780,0 | 3114,0 |                    | 13482,0        |
| Bronzo           | Finlandia        | Olavi Mannonen       | 997,5  | 752,0  | 880,0  | 920,0  | 1162,0 | 4711,5             | 13185,5        |
| Bronzo           | Finlandia        | Wäinö Korhonen       | 885,0  | 814,0  | 880,0  | 905,0  | 1117,0 | 4601,0             | 13185,5        |
| Bronzo           | Finlandia        | Berndt Katter        | 630,0  | 442,0  | 760    | 930,0  | 1111,0 | 3873,0             | 13185,5        |
| Bronzo           | Finlandia        | Totale               | 2512,5 | 2008,0 | 2520,0 | 2755,0 | 3390,0 |                    | 13185,5        |
| 4                | Ungheria         | Gábor Benedek        | 860,0  | 876,0  | 920,0  | 855,0  | 1126,0 | 4637,0             | 12554,5        |
| 4                | Ungheria         | János Bódy           | 772,5  | 752,0  | 820,0  | 795,0  | 1099,0 | 4238,5             | 12554,5        |
| 4                | Ungheria         | Antal Moldrich       | 95,0   | 938,0  | 720,0  | 1010,0 | 916,0  | 3679,0             | 12554,5        |
| 4                | Ungheria         | Totale               | 1727,5 | 2566,0 | 2460,0 | 2660,0 | 3141,0 |                    | 12554,5        |
| 5                | Messico          | José Pérez           | 937,5  | 690,0  | 800,0  | 940,0  | 712,0  | 4079,5             | 10981,0        |
| 5                | Messico          | Antonio Almada       | 395,0  | 814,0  | 960,0  | 935,0  | 622,0  | 3726,0             | 10981,0        |
| 5                | Messico          | David Romero         | 367,5  | 504,0  | 800,0  | 765,0  | 739,0  | 3175,5             | 10981,0        |
| 5                | Messico          | Totale               | 1700,0 | 2008,0 | 2560,0 | 2640,0 | 2073,0 |                    | 10981,0        |
| 6                | Romania          | Cornel Vena          | 442,5  | 1062,0 | 740,0  | 750,0  | 1030,0 | 4024,5             | 10613,0        |
| 6                | Romania          | Dumitru Ţintea       | 717,5  | 380,0  | 780,0  | 815,0  | 718,0  | 3410,5             | 10613,0        |
| 6                | Romania          | Victor Teodorescu    | 0,0    | 752,0  | 640    | 630,0  | 1156,0 | 3178,0             | 10613,0        |
| 6                | Romania          | Totale               | 1160,0 | 2194,0 | 2160,0 | 2195,0 | 2904,0 |                    | 10613,0        |
| 7                | Gran Bretagna    | Donald Cobley        | 315,0  | 442,0  | 560,0  | 810,0  | 1255,0 | 3382,0             | 9226,0         |
| 7                | Gran Bretagna    | Thomas Hudson        | 20,0   | 504,0  | 440,0  | 990,0  | 1180,0 | 3134,0             | 9226,0         |
| 7                | Gran Bretagna    | George Norman        | 0,0    | 628,0  | 340,0  | 760,0  | 982,0  | 2710,0             | 9226,0         |
| 7                | Gran Bretagna    | Totale               | 335,0  | 1574,0 | 1340,0 | 2560,0 | 3417,0 |                    | 9226,0         |
| 8                | Australia        | Neville Sayers       | 925,0  | 442,0  | 820,0  | 540,0  | 1024,0 | 3751,0             | 8825,0         |
| 8                | Australia        | Sven Coomer          | 135,0  | 380,0  | 720,0  | 1015,0 | 751,0  | 3001,0             | 8825,0         |
| 8                | Australia        | George Nicoll        | 0,0    | 442,0  | 500,0  | 665,0  | 466,0  | 2073,0             | 8825,0         |
| 8                | Australia        | Totale               | 1060,0 | 1264,0 | 2040,0 | 2220,0 | 2241,0 |                    | 8825,0         |
| Non classificate |                  |                      |        |        |        |        |        |                    |                |
| -                | Brasile          | Salvio Lemos         |        |        |        |        |        |                    |                |
| -                | Brasile          | Wenceslau Malta      |        |        |        |        |        |                    |                |
| -                | Brasile          | Nilo da Silva        |        |        |        |        |        |                    |                |
| -                | Cile             | Gerardo Cortes       |        |        |        |        |        |                    |                |
| -                | Cile             | Nilo Floody          |        |        |        |        |        |                    |                |
| -                | Cile             | Héctor Carmona       |        |        |        |        |        |                    |                |
| -                | Sudafrica        | Okkie van Greunen    |        |        |        |        |        |                    |                |
| -                | Sudafrica        | Harry Cecil Schmidt  |        |        |        |        |        |                    |                |
| -                | Sudafrica        | Marthinus du Plessis |        |        |        |        |        |                    |                |
| -                | Svezia           | Lars Hall            |        |        |        |        |        |                    |                |
| -                | Svezia           | Bertil Haase         |        |        |        |        |        |                    |                |
| -                | Svezia           | Björn Thofelt        |        |        |        |        |        |                    |                |